# Prehnit
Prehnit, veraltet auch als Aedelit, Chiltonit, Coupholit und Edelit oder unter den Handelsbezeichnungen Kap-Chrysolith und Kap-Smaragd bekannt, ist ein häufig vorkommendes Mineral aus der Mineralklasse der „Silikate und Germanate“ mit der chemischen Zusammensetzung Ca2Al[(OH)2|AlSi3O10]. Prehnit ist damit chemisch gesehen ein Calcium-Aluminium-Silikat mit zusätzlichen Hydroxidionen.
Das Mineral kristallisiert im orthorhombischen Kristallsystem und entwickelt meist tafelige bis prismatische Kristalle, kommt aber auch in Form blättriger, fächerförmiger oder traubiger bis kugeliger Mineral-Aggregate vor. In reiner Form ist Prehnit farblos und durchsichtig. Durch vielfache Lichtbrechung aufgrund von Gitterbaufehlern oder polykristalliner Ausbildung kann er aber auch weiß erscheinen und durch Fremdbeimengungen eine graue oder gelbliche bis grünliche Farbe annehmen. Auch Prehnit-Katzenaugen sind bekannt.

## Etymologie und Geschichte

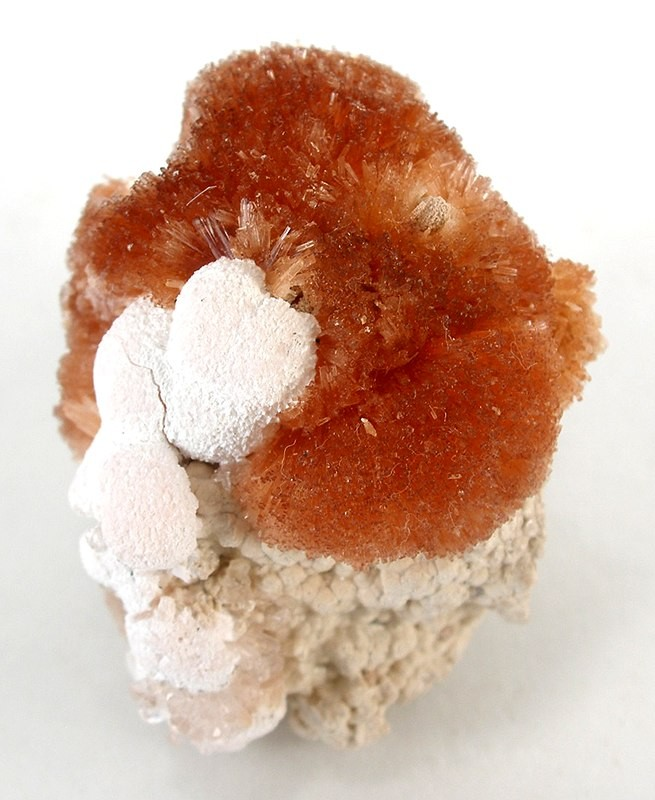
Rötliche Prehnitnadeln auf Xonotlit aus der „N'Chwaning II Mine“ bei Kuruman, Südafrika

Prehnit ist das erste bekannte Mineral, das nach einer Person benannt ist. Der holländische Baron und Colonel Hendrik von Prehn (1733–1785) brachte 1783 einige Proben aus der Kapprovinz (Kap der guten Hoffnung) mit und ließ sie durch Abraham Gottlob Werner analysieren. Dieser erkannte das Material als neue Mineralart und benannte es nach seinem Finder.
Als genaue Typlokalität gilt heute die Dolerit-Lagerstätte von Karoo bei Cradock in der Provinz Ostkap von Südafrika.

## Klassifikation
In der veralteten 8. Auflage der Mineralsystematik nach Strunz gehörte der Prehnit zur Mineralklasse der „Silikate“ und dort zur Abteilung „Übergangsstrukturen zu Schichtsilikaten (Phyllosilikaten)“, wo er gemeinsam mit Ferrokarpholith, Karpholith und Lorenzenit sowie im Anhang mit Joesmithit in der „Karpholith-Ramsayit-Gruppe“ mit der Systemnummer VIII/D*.03 steht.
In der zuletzt 2018 überarbeiteten Lapis-Systematik nach Stefan Weiß, die formal auf der alten Systematik von Karl Hugo Strunz in der 8. Auflage basiert, erhielt das Mineral die System- und Mineralnummer VIII/G.07-030. Dies entspricht der Klasse der „Silikate“ und dort der Abteilung „Übergangsstrukturen von Ketten- zu Schichtsilikaten“, wo Prehnit zusammen mit Alflarsenit, Amstallit, Bavenit, Bohseit, Chiavennit, Ferrochiavennit, Rudenkoit und Tvedalit eine unbenannte Gruppe mit der Systemnummer VIII/G.07 bildet.
Die von der International Mineralogical Association (IMA) zuletzt 2009 aktualisierte 9. Auflage der Strunz’schen Mineralsystematik ordnet den Prehnit in die Klasse der „Silikate und Germanate“ und dort in die Abteilung „Ketten- und Bandsilikate (Inosilikate)“ ein. Hier ist das Mineral in der Unterabteilung „Übergangsstrukturen Ketten- und Bandsilikate – Schichtsilikate“ zu finden, wo es als einziges Mitglied eine unbenannte Gruppe mit der Systemnummer 9.DP.20 bildet.
In der vorwiegend im englischen Sprachraum gebräuchlichen Systematik der Minerale nach Dana hat Prehnit die System- und Mineralnummer 72.01.03.01. Das entspricht der Klasse der „Silikate“ und dort der Abteilung „Schichtsilikate: Zweidimensionale unbegrenzte Lagen mit anderen als sechsgliedrigen Ringen“. Hier findet er sich innerhalb der Unterabteilung „Schichtsilikate: Zweidimensionale unbegrenzte Lagen mit anderen als sechsgliedrigen Ringen: 4-gliedrige Ringe“ als einziges Mitglied in einer unbenannten Gruppe mit der Systemnummer 72.01.03.

## Kristallstruktur

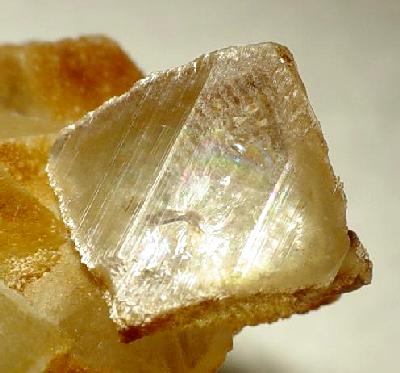
Wasserklarer, ideal orthorhombisch-pyramidal gewachsener Prehnit mit perlmuttglänzender Oberfläche

Prehnit kristallisiert orthorhombisch in der Raumgruppe P2cm (Raumgruppen-Nr. 28, Stellung 4) mit den Gitterparametern a = 4,65 Å; b = 5,48 Å und c = 18,49 Å sowie zwei Formeleinheiten pro Elementarzelle.

## Eigenschaften
Prehnitzwillinge nach (100) sind pyroelektrisch in Richtung der a-Achse. Vor dem Lötrohr schmilzt Prehnit leicht und blättert bzw. bläht sich dabei auf. Erst bei hoher Temperatur bildet sich auch Wasser.
Prehnit ist zwar relativ unempfindlich gegen Säuren und wird von ihnen erst nach dem Glühen vollständig zerstört, reagiert aber sehr empfindlich schon auf geringen Wärmeeinfluss.
Gelegentlich zeigt Prehnit bei kurzwelligem UV-Licht blauweiße oder pfirsichfarbene und bei langwelligem UV-Licht gelbe Fluoreszenz.

## Bildung und Fundorte

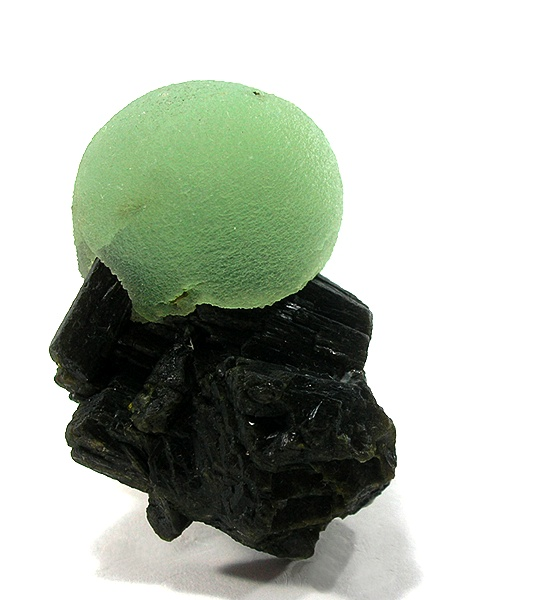
Kugeliger Prehnit auf Epidot

Prehnit entsteht entweder sekundär aus anderen Mineralen oder durch hydrothermale Vorgänge in Klüften, Gängen und Geoden innerhalb von magmatischen oder metamorphen Gesteinen (z. B. Gabbro, Diabas, Melaphyr, kristallinem Schiefer). Prehnit findet sich oft in Paragenese mit Apophyllit, Calcit, Datolith, Epidot, gediegen Kupfer, Pektolith und verschiedenen Zeolithen. Außerdem bildet er unter anderem Pseudomorphosen nach Analcim, Laumontit und Natrolith.
Als häufige Mineralbildung ist Prehnit an vielen Fundorten anzutreffen. Weltweit gelten bisher rund 1400 Fundorte (Stand: 2011) als bekannt. In Deutschland konnte das Mineral vor allem in Bayern, genauer im Schwarzwald, Fichtelgebirge, Spessart, Bayerischen Wald, in Schwaben und der Oberpfalz; im hessischen Lahn-Dill-Kreis und Odenwald; im Harz (Niedersachsen, Sachsen-Anhalt); im Sauerland (Nordrhein-Westfalen); im rheinland-pfälzischen Hunsrück, Niederkirchen und Wolfstein; im Erzgebirge und der Oberlausitz in Sachsen; bei Elmshorn und Lübeck in Schleswig-Holstein sowie im Thüringer Wald und bei Wurzbach gefunden werden.
In Österreich fand sich Prehnit in vielen Regionen von Kärnten, Niederösterreich, Salzburg, der Steiermark, Tirol, Oberösterreich und im Vorarlberg. In der Schweiz wurde Prehnit in mehreren Regionen der Kantone Graubünden, Tessin, Uri und Wallis gefunden.
Weitere Fundorte sind Ägypten, Antarktis, Argentinien, viele Regionen in Australien, Belgien, Bolivien, Brasilien, Bulgarien, Chile, China, Costa Rica, Ecuador, Finnland, mehrere Regionen in Frankreich, Griechenland, Grönland, Indien, Indonesien, Irland, Island, Israel, viele Regionen in Italien, Japan, mehrere Regionen von Kanada, den Kanalinseln, Kasachstan, Kenia, Kolumbien, Kroatien, Madagaskar, Mali, Marokko, Mexiko, Mongolei, Namibia, Neuseeland, Nordkorea, viele Regionen in Norwegen, Oman, Pakistan, Papua-Neuguinea, Peru, Philippinen, Polen, Portugal, Réunion, einige Regionen in Russland, mehrere Regionen in Schweden, Slowakei, einige Regionen in Spanien, mehrere Regionen in Südafrika, Südkorea, Tansania, Trinidad und Tobago, mehrere böhmische und mährische Regionen in Tschechien, Türkei, Ukraine, Ungarn, auf den United States Virgin Islands (Amerikanische Jungferninseln), viele Regionen des Vereinigten Königreichs (Großbritannien) und sehr viele Regionen in den Vereinigten Staaten von Amerika (USA).
Auch in Gesteinsprobem des Mittelatlantischen Rückens, genauer der „Markov-Tiefe“ innerhalb der Sierra-Leone-Bruchzone, sowie des Indischen Ozeans, genauer des zentralindischen Rückens, konnte Prehnit nachgewiesen werden.

## Verwendung als Schmuckstein

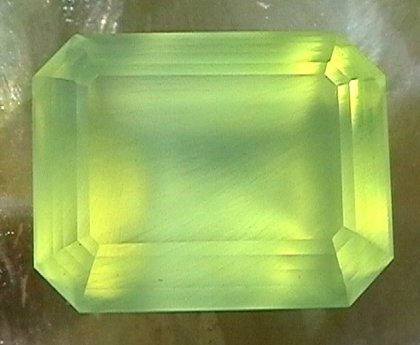
Prehnit im sogenannten „Smaragd-Schliff“

Bisher wird Prehnit ausschließlich, wenn auch nicht sehr häufig, zu Schmucksteinen verarbeitet und je nach Qualität in verschiedenen Schliffarten und -formen angeboten. Aufgrund farblicher Ähnlichkeit besteht Verwechslungsgefahr unter anderem mit Apatit, Brasilianit, Chrysopras, Jade, Peridot, Periklas und Serpentin.